# Cornelia Linse
Cornelia Linse   (Greifswald, 3 d'octubre de 1959) és una remadora alemanya que va competir sota bandera de la República Democràtica Alemanya durant les dècades de 1970 i 1980.
El 1980 va prendre part en els Jocs Olímpics de Moscou on, fent parella amb Heidi Westphal, guanyà la medalla de plata en la prova del doble scull del programa de rem.
En el seu palmarès també destaquen dues medalles d'or i tres de plata al Campionat del món de rem entre 1979 i 1985.